# Österlen

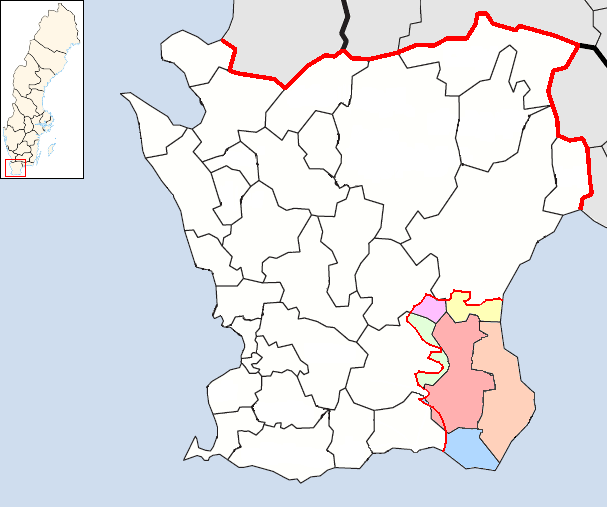
Kaart van Österlen (met gemeentegrenzen)

Vlag van Österlen

Österlen is de naam van het zuidoostelijke deel van het landschap Skåne in Zweden. Meestal wordt het gebied ten oosten van de gemeente Ystad en ten zuiden van de gemeente Kristianstad tot Österlen gerekend. 
Het landschap in Österlen bestaat vooral uit lichtglooiend landbouwgrond. Er is echter ook bos te vinden, vooral aan de oostkust in het gebied tussen Simrishamn en Kivik. Het nationaal park Stenshuvud ligt aan de kust net ten zuiden van Kivik. De grootste plaats en enige stad in het gebied is Simrishamn (ongeveer 6500 inwoners), andere “grote” plaatsen in het gebied zijn Kivik  en Tomelilla.